# Darío Anastacio Verón Maldonado
Dario Anastacio Verón Maldonado (26 de juliol de 1979) és un futbolista paraguaià. També té la nacionalitat mexicana.

## Selecció del Paraguai
Va formar part de l'equip paraguaià a la Copa del Món de 2010.